# Dolni Ciflik
Dolni Ciflik (în bulgară Долни чифлик) este un oraș în partea de est a Bulgariei. Aparține de  Obștina Dolni Ciflik, Regiunea Varna.

## Demografie
Componența etnică a orașului Dolni Ciflik
     Turci (8,91%)
     Nicio identificare (24,72%)
     Bulgari (63,41%)
     Romi (0,84%)
     Altele (2,1%)
La recensământul din 2011, populația orașului Dolni Ciflik era de 6.644 locuitori. Din punct de vedere etnic, majoritatea locuitorilor (63,41%) erau bulgari, cu o minoritate de turci (8,91%). Pentru 24,72% din locuitori nu este cunoscută apartenența etnică.